# مارتا کوپر
مارتا کوپر (انگلیسی: Martha Cooper؛ زادهٔ ۱۹۵۴) یک عکاس اهل ایالات متحده آمریکا است. 